# Zynga
Zynga (англ. [ˈzɪŋɡə]) — американский разработчик онлайн-игр. Штаб-квартира компании расположена в Сан-Франциско. Компания в первую очередь специализируется на мобильной платформе.
Самой известной игрой Zynga является FarmVille — симуляция управления фермерским хозяйством в реальном времени. По состоянию на август 2017 года у Zynga было 30 миллионов активных пользователей в месяц. Zynga приобрела в начале 2010-х годов дурную репутацию за многочисленное клонирование видеоигр.

## История
В июле 2007 года компанию основали Марк Пинкус, Майкл Лакстон, Эрик Швиммер, Джастин Уолдрон, Эндрю Трейдер и Стив Скетлер. В июле 2008 года компания получила в виде венчурных инвестиций 29 млн долларов.
По заявлению технического директора компании Кадира Ли, сделанному им в докладе на конференции Oracle’s OpenWorld в 2010 году, в игры компании Zynga сыграло на тот момент 10 % мировой интернет-аудитории (примерно 215 млн ежемесячных пользователей), а парк серверов компании увеличивался на 1000 единиц еженедельно в связи с растущим трафиком, генерируемым собственными онлайн-играми.
В декабре 2011 года Zynga провела первичное размещение акций (IPO) на бирже NASDAQ, в ходе которого привлекла около 1 млрд долларов. Размещение, прошедшее по верхней границе объявленного диапазона, стало самым крупным для интернет-компаний после IPO компании Google.
В 2013 году Дон Маттрик, глава отдела развлечений и бизнеса Microsoft и идеолог бренда Xbox, покинул Microsoft и перешёл на работу в компанию Zynga в качестве генерального директора.
В январе 2022 года получила предложение о покупке издателем видеоигр Take-Two Interactive за 12,7 млрд долларов. В мае 2022 года сделка была завершена.

## Игры
- Ayakashi Ghost Guild
- Blackjack
- Blob Runner 3D
- Café World
- CastleVille
- CityVille
- FarmVille
- FarmVille (iPod)
- FishVille
- Friends for Sale
- FrontierVille
- Live Poker
- Mafia Wars
- Mafia Wars (iPod)
- Pathwords
- PetVille
- Street Racing
- Dope Wars
- Pirates: Rule the Caribbean!
- Poker Blitz
- Scramble (browser game)
- Scramble (iPod)
- Scramble Live
- Street Racing (iPod)
- Sudoku
- Texas Hold'Em Poker
- Treasure Isle
- Vampire Wars
- Vampires: Bloodlust (iPod)
- WarStorm
- Word Twist
- YoVille